# Serdang (Toboali)
Serdang is een bestuurslaag in het regentschap Bangka Selatan van de provincie Bangka-Belitung, Indonesië. Serdang telt 3731 inwoners (volkstelling 2010).